# 제프리 밀러
제프리 밀러(Geoffrey F. Miller, 1965년 ~ )는 미국의 진화 심리학자로서 뉴멕시코 대학교에서 심리학 부교수로 일하고있다. 호모 사피엔스의 진화에서 성선택이 주요 분야이다. 그는 <연애>에서 성적인 선택이 인간 본성의 진화에 결정적인 영향을 행사다고 주장했다.

## 생애
오하이오 신시내티에서 태어나 1987년 콜롬비아 대학교에서 생물학 및 심리학 학사 학위를 취득했다. 그는 1993년 로저 셰퍼드의 지도하에 스탠포드 대학에서 인지 심리학 박사 학위를 받았으며, 2019년 11월 29일 Diana Fleischman과 결혼했다.
이후 석세스대학의 인지 및 컴퓨터과학대에서 1992년부터 94년까지 진화 및 적응 시스템 그룹에서 박사 후 연구원으로 근무했다. 영국 노팅엄 대학교 심리학과 강사(1995), 독일 뮌헨 맥스 플랑크 심리학 연구소의 적응 행동 및 인지 센터의 연구 과학자 (1995–96), 영국 런던 대학교의 사회경제 진화 센터의 선임 연구원 (1996–2000)을 역임했으며 2001년부터 뉴 멕시코 대학교에서 근무하고 있다. 2009년에는 호주 퀸즐랜드 의료 연구소의 유전자 역학 그룹의 방문 교수였다.
2015년에 작가 터커 맥스와 협력하여 밀러는 남성의 연애 전략에 대한 조언을 제공하는 팟캐스트 및 블로그인 '연애의장 (The Mating Grounds)'을 시작했다.

## 연구

### 인간 인지력
밀러는 인간의 배우자 선택, 구애 행동, 행동 유전학, 심리학 및 수명을 분석하였으며, 성적으로 매력있다고 여겨지는 가치가 주로 성선택을 통해 진화되어 왔다고 제안했다. 그에 따르면, 예술, 도덕성, 언어 구사력과 같은 '성적으로 매력있다고 여겨지는 적응지표'들은 지능, 창의성, 인성, 건강상태를 과시하기 남녀 모두의 상호 선택 압력 하에서 진화된 것이다. 그의 연구는 로널드 피셔의 고삐 풀린 성 선택론에 기반한다. 이 이론은 공작의 깃털과 같이, 성적으로 매력 있는 특성이 생명체의 생존에는 오히려 방해가 됨에도 진화했음을 설명하는 핸디캡 원리를 주장하였다.

### 소비
2009년 책 <소비: 섹스, 진화, 소비의 비밀)>에서 그는 찰스 다윈의 이론을 바탕으로 마케팅이 어떻게 우리의 사회적 지위를 표출하고 싶어하는 성적 본능을 이용하고 있는지를 설명한다. 현대 매체 광고에서 표현하는 '쿨함'에 대한 본능적 호감은 사회적 지위가 자손을 남기는데 결정적인 역할을 했던 2백만년전 소규모, 수렵채집사회에서 진화한 특성이라고 주장한다. 그의 논문은 마케팅이 젊은이에게 멋진 물품을 사는 것을 통해서만 '쿨함'을 증명할 수 있다는 인식을 심고 있다고 주장한다. 이는 대화와 같은 자연스러운 의사 소통 수단을 통해 지능과 성격 같은 적응지표를 전달해왔던 인류 조상들의 방식과는 동떨어진 것이다.
마케팅이 진화심리학 및 행동 생태학에 대한 통찰력이 결여된, 인간의 본성에 대한 지나치게 단순한 결론에 기반한 것이며, 이점이 마케팅의 성공을 제한한다고 주장한다. 현대의 마케팅은 사람들이 친절, 지능 및 창의성과 같은 '인간적인' 특성을 표출하고 싶은 욕망을 지나치게 제한한다는 것이다.

### 과시적 이타행위
밀러는 심리적, 정치적 도구로 사용되는 과시적 이타행위에 대해 광범위한 연구를 수행했다. 그는 이러한 현상을 자유주의자로 살아가는 자신의 삶을 통해 설명한다. 그는 정치적으로 분열된 사회와는 상반되게 정치적 자유를 추구했던 가정환경에서 자랐다.